# Politična stranka
Politična stranka je organizacija, ki si prizadeva priti na oblast ali vsaj dobiti čim večji vpliv na izvajanje državne politike. Večino kandidatov/kandidatk za opravljanje državnih funkcij predlagajo politične stranke. V parlamentarnih demokracijah so to kandidati za članstvo v parlamentu. Stranka, ki je na volitvah najuspešnejša, dobi največ poslanskih sedežev in s tem tudi največ oblasti v državi (največji vpliv na sprejemanje zakonov) in s tem tudi posledično vplivajo na življenje ljudi v državi, v kateri vladajo. Zmagovite stranke pa vplivajo predvsem pri sestavi vlade. Ostale stranke, ki niso bile sprejete v vladno koalicijo, sestavljajo (parlamentarno) opozicijo, ki lahko do določene mere sodelujejo z vladajočo stranko oz. strankami, lahko pa ji ostro nasprotujejo: nenaklonjena je vsemu, kar počne vlada.
Glede na vse to stranke delujejo kot posrednik med ljudstvom in državno oblastjo. Dobro poznane so predvolilne kampanje, kjer si želijo politične stranke na svojo stran pridobiti čim več ljudi. V predvolilnih kampanjah predstavljajo svoje programe v medijih. Mediji imajo zelo pomembno vlogo v predvolilni kampanji, saj se v njih soočajo kandidati iz različnih strank. Stranke pa imajo zelo različne volivce (kmetje, bogataši, izobraženi, verniki,…), kljub temu pa poskuša vsaka stranka pridobiti na svojo stran čim več ljudi iz različnih slojev. Stranke naj bi predstavljale različne interese državljanov in državljank, posameznikov, skupin. Svobodno delovanje različnih političnih strank je pomembna značilnost politike moderne demokracije.

## Tipologija političnih strank
Glede na način nastanka, članstvo in organizacijo lahko zgodovinsko gledano stranke klasificiramo v naslednje skupine:
- Kadrovske stranke.
- Množične stranke.
- Ljudske stranke.
- Kartelne stranke.
- Medijske stranke.

Najpogostejše se delijo politične stranke v konservativne in liberalne, katere običajno nastopajo med seboj iz nasprotnih političnih stališč. Tako so označene
za leve stranke;
- Delavske stranke,
- Demokratske stranke,
- Liberalne stranke,

za desne stranke;
- Ljudske stranke,
- Meščanske stranke,
- Diktatorske stranke in stranke imenovane po voditelju, osebi, ki jo vodi, daje politične cilje in kaže smer/pot.
- Etatistične ali Republikanske stranke,

druge delitve pa so še:
- Opozicijske stranke v parlamentu in zunaj parlamentarna opozicija,
- Male politične stranke, ki zastopajo posamične politične interese in velike ideološke stranke

Porazdelitev na levico in desnico ni vedno popolnoma jasna na določenih področjih zakonodaje, tako so problematična področja, kjer se delavske pravice stikajo s podjetništvom oziroma politika stika s sodnim varstvom. Zgodovina problematizira tudi povezave med sindikati, podjetji in vlado znotraj države, še posebej pri proizvodnji in trženju orožja, saj politiko usmeri v bodoče vojne konflikte.

## Ustanovitev in ureditev
Politične stranke imajo svoje statute, določajo svoje organe in procese odločanja in imenovanja kandidatov. Določajo tudi svoj program udejstvovanja in predvolilni program. Če programi ali sama stranka ne ustreza ustavni ureditvi, ali sama stranka ni politično dovolj aktivna, se stranka lahko izpiše iz registra političnih strank. Stranke se ustanovijo ob združenju večje skupine državljanov, ki želijo političnega udejstvovanja. Politični aktivizem skozi politične stranke je najboljši znak dejavne uspešne demokratične ureditve. Politične stranke z daljšo tradicijo krepijo svojo moč s tradicijo, pridobivanjem kadrov med novinarji, uradniki, gospodarstveniki in društvi.
Politične stranke na ravni Evropske unije nima povsem enake logike, saj gre za povezovanje predvsem ideologij. Politično udejstvovanje v Evropskem parlamentu je tako znatno drugačno in se usmeri predvsem na gospodarska vprašanja. Parlament države je znatno bolj zaznamovan z aferami, vladnimi krizami, nezaupnicami in koalicijskimi pogodbami.

## Vrednote in politične stranke
Politika priznava tudi, da afere, vladne krize in nezaupnice omogočajo personaliziranje politike, saj mediji v takšnih dogodkih ne morejo poročati le o idejah, temveč o ljudeh in njihovi takšni ali drugačni integriteti. Ideološke predpostavke se opirajo tedaj predvsem na posameznikovo zgodbo in življenje, kar zakonodajne pobude docela trivializira, a jih tudi izpostavi demokratični oceni naslednjih volitev. Stranke so tedaj bolj ali manj definirane s predsedniki in njihovimi drugimi funkcionarji in ljudmi, ki jih volijo.
Večina obredja, s katerim je obremenjeno zakonodajno telo je produkt tradicij podobnih ali starejših podobnih pravnih inštitucij. Nekatere politične stranke stremijo k večji prepoznavni identiteti tako svojih simbolov kot tudi predstavnikov, nekatere pa stremijo k lažjemu razumevanju težav, ki obremenjujejo okolje, ki se skriva s simboli in sanjami.

## Vloga strank v državi
Politične stranke imajo raznovrstne vloge, ki variirajo glede na vladavino, razpon različnih interesov, ki jih stranka/e zagovarja in spremembe, ki jih medtem država doživlja. Zelo pomemben je tudi dejavnik, koliko vpliva ima posamična stranka v državi v danem trenutku.

### Nestrankarski sistemi
Nestrankarski sistem temelji na imenovanju na podlagi zaslužnosti in političnih izkušenj. Praviloma so takšne vse ureditve v obdobju po revoluciji ali državnem preoblikovanju. Oblikovanje zakonodaje spominja na skupščinsko ureditev, kjer je zagovarjanje posamičnih interesov škodljivo, ker lahko ogroža sicer mlado državo in siceršnji entuziazem prebivalstva pri njenem oblikovanju. Nestrankarski sistem zna biti močno odvisen od vojske in sposobne državne uprave..

### Enostrankarski sistem
V takšnem sistemu ena sama stranka prevzema vso oblast v državi. Takšen sistem ne prepoveduje nujno drugih strank, lahko celo omogoča več manjših strank, a prevladujoč vpliv ene velike stranke zelo zaznamuje vladavino. Enostrankarski sistem ima težave predvsem s kritičnimi stališči do oblasti, saj mora biti kritika sprejemljiva za odločevalce. Enostrankarski sistem mnogokrat enačijo z diktaturami in tiranijami.
V primeru ene dominantne stranke, kjer opozicija niti ne more doseči enakopravnega položaja, je položaj dominantnosti kočljiv. Stabilen oblastni položaj zaprtega kroga ljudi lahko škoduje državi ob zlorabi ustave ali državnih institucij.

### Dvostrankarski sistem
Sistem, kjer več let prevladujejo le dve politični stranki znotraj države, so najbolj tipični v ZDA, Jamajki in dolga leta v Združenem kraljestvu Velike Britanije in Severne Irske. Opozicijska stranka tako nudi enakovreden dialog o državnih zadevah in ponuja alternativne rešitve vladnim ministrom oz. pred javnostjo ponudi dovolj kvalitetno podlago za samostojno odločanje volilcev. Dvostrankarski sistem navadno rešuje kadrovske zaplete v okviru dveh samostojnih ekip, ki lahko vladajo državi ob izvolitvi.
ZDA je prešla iz brezstrankarskega sistema v dvostrankarskega kaj kmalu, a ob večjih spremembah nastanejo tretje stranke, ki občasno spremenijo državo. Podobno velja za Združeno kraljestvo, kjer je zadnja pomembna sprememba bila uvedene z Delavsko stranko (Labour).

### Večstrankarski sistem
Večstrankarski sistem omogoča sestavo različnih političnih strank, ki glede na politični izid volitev oblikujejo vlado in opozicijo. Gre za najbolj razširjen način uporabe političnih strank, saj koalicijsko delovanje omogoča večji vpliv manjšim strankam, hkrati pa večje stranke prevzamejo veliko odgovornost strokovnosti in usklajevanja koalicijske pogodbe. V primeru več strank vlado sestavlja več različnih strank, ki oblikujejo skupni akt vlade, ki uresničuje države interese in izpolnjuje strankarske programe. Velika prednost koalicijske vlade in večstrankarskih sistemov je predvsem v ohranjanju stabilne vlade tudi ob primerih nemirov ali vladnih sporov in odstopov. Zakonodajna oblast lahko vlado razpusti in omogoči nastanek nove vladne koalicije, ki lažje deluje. Težava koalicijske vlade pa je predvsem narava usklajevanja vlade in sorazmernost volilnega uspeha s kasnejšim vladnim delovanjem. Dvostrankarski sistem dovoli vladajoči vladi vpeljati hitre in daljnosežne reforme, ki so v koalicijski vladi lahko tudi več let predmet usklajevanj.

## Barve in simboli strank
Politične stranke pogosto uporabljajo barve in simbole kot del svoje identitete, da bi bile bolj prepoznavne med volivci. To je še posebej pomembno v državah z visoko stopnjo nepismenosti, kjer volivci morda ne znajo prebrati imena stranke na glasovnici. Stranke s podobnimi ideologijami po svetu pogosto uporabljajo iste barve. Barve in simboli se uporabljajo v vseh oblikah politične komunikacije, od plakatov in letakov do televizijskih oglasov in spletnih strani. To omogoča hitrejše in lažje prepoznavanje stranke. Barvne povezave olajšajo prepoznavanje koalicij in zavezništev med različnimi strankami in drugimi organizacijami.
Vendar pa so povezave med barvo in ideologijo lahko tudi nedosledne. V različnih državah lahko stranke z isto ideologijo uporabljajo različne barve zaradi zgodovinskih, kulturnih ali političnih razlogov. Včasih pa lahko konkurenčne stranke v isti državi celo sprejmejo enake ali zelo podobne barve. ZDA so pomemben primer, kjer barvne povezave odstopajo od splošnih trendov. V večini držav rdeča barva simbolizira levičarske stranke, vendar v Združenih državah simbolizira konservativno Republikansko stranko, modra pa z bolj levo usmerjeno Demokratsko stranko.
| Ideologija              | Barve                             | Simboli                                                                            | Zgledi | Reference                          |
| Agrarizem               | - Zelena                          | - Žito - Štiriperesna deteljica                                                    |        | :58                                |
| Anarhizem               | - Črna - Rdeča                    | - Črna zastava, ali črna in rdeča zastava - Črka A obkrožena s krogom - Črna mačka |        | [ 14 ] [ 15 ] [ 16 ] [ 17 ]        |
| Centrizem               | - Vijolična                       |                                                                                    |        | [ 18 ] [ 19 ]                      |
| Krščanska demokracija   | - Oranžna - Bela                  | Krščanski križ                                                                     |        | [ 20 ]                             |
| Komunizem               | - Rdeča                           | - Srp in kladivo - Stisk roke                                                      |        | [ 21 ] [ 22 ] [ 23 ]               |
| Konservatizem           | - Modra                           |                                                                                    |        | [ 24 ] [ 25 ]                      |
| Demokratični socializem | - Rdeča                           | - Stisk roke - Rdeča vrtnica - Pest                                                |        | [ 26 ] [ 27 ]                      |
| Fašizem                 | - Črna - Rjava                    | - Liktorski snop - Svastika - Rune                                                 |        | :56                                |
| Feminizem               | - Bela - Vijolična - Zlata - Roza | - Simbol Venere - Stisnjena pest - Črka F                                          |        | [ 30 ] [ 31 ]                      |
| Zelena politika         | - Zelena                          | - Sonce - Sončnica                                                                 |        | [ 32 ] [ 33 ]                      |
| Islamizem               | - Črna - Zelena                   | Zvezda in polmesec                                                                 |        | [ 4 ] [ 34 ]                       |
| Liberalizem             | - Rumena                          | Ptica v letu                                                                       |        | [ 6 ] [ 35 ] [ 36 ]                |
| Libertarianizem         | - Rumena - Zlata                  | - Jež - Bakla                                                                      |        | [ 4 ] [ 37 ] [ 38 ] [ 39 ]         |
| Monarhizem              | - Bela - Zlata - Vijolična        | Krona                                                                              |        | [ 5 ] [ 40 ]                       |
| Pacifizem               | - Bela                            | - Bela zastva - Golob - Simboli miru - Beli mak - Znak V                           |        | [ 5 ] [ 41 ]                       |
| Socialna demokracija    | - Rdeča - Roza - Vijolična        | - Stisk roke - Rdeča vrtnica - Pest                                                |        | [ 42 ] [ 43 ] [ 44 ] [ 26 ]        |
| Socializem              | - Rdeča                           | Rdeča vrtnica                                                                      |        | [ 21 ] [ 45 ] [ 46 ] [ 47 ] [ 26 ] |